# Karl Johann Maximowicz
Karl Johann Maximowicz (ryska: Карл Иванович Максимович, Karl Ivanovitj/Ivanovič Maksimovitj), född 23 november (gamla stilen: 11 november) 1827 i Tula, död 16 februari 1891 (gamla stilen: 4 februari) i Sankt Petersburg, var en rysk (balttysk)  botaniker och forskningsresande.
Maximowicz företog vidsträckta resor i Sibirien, norra Kina och Japan 1859-65 och var från 1871 direktör för botaniska trädgårdar och museer i Sankt Petersburg. Bland hans många förtjänstfulla arbeten märks Primitiæ Floræ, Amurensis (1859), Plantarum novarum Japoniæ et Mandschuriæ diagnoses (1866), Diagnoses plantarum novarum 1-7 samt bearbetningar av bland annat Nikolaj Przjevalskijs och Grigorij Potanins samlingar i Flora Tangutica (1877-88) och Enumeratio plantarum hucusque in Mongolia nec non adjacente parte Turkestaniæ sinensis lectarum (1889). Han invaldes 1889 som utländsk ledamot av Vetenskapsakademien i Stockholm.
Auktorsnamnet Maxim. kan användas för Karl Johann Maximowicz i samband med ett vetenskapligt namn inom botaniken; se Wikipediaartiklar som länkar till auktorsnamnet.